# Zuangua
Zuangua o Zuanga (¿? - 1520) fue el hijo de Tzitzispandácuare, irecha de Tzintzuntzan. Participó como comandante en los últimos años del Estado tarasco. Accedió al trono en 1486 tras la muerte de su padre. Conquistó los llamados Pueblos de Ávalos en las cuencas de Chapala y Zayula, y derrotó a los ejércitos mexicas enviados por Moctezuma II en 1517, que eran comandados por el guerrero tlaxcalteca Tlahuicole. Se negó a apoyar a los mexicas cuando Hernán Cortés invadió Tenochtitlan. Murió de viruela en 1520.